# الیوت بارنز-ورل
الیوت بارنز-ورل (انگلیسی: Elliot Barnes-Worrell؛ زادهٔ ۰ مارس ۱۹۹۱) بازیگر است. وی از سال ۲۰۰۸ میلادی تاکنون مشغول فعالیت بوده‌است.